# Simon Ngapandouetnbu
Simon Brady Ngapandouetnbu (* 12. dubna 2003 Foumban) je kamerunský profesionální fotbalista, který hraje jako brankář za klub Championnat National 2 Nîmes na hostování z Marseille.

## Klubová kariéra
Ngapandouetnbu je absolventem mládežnických akademií ASPTT Marseille, ASMJ Blancarde a Marseille. Dne 11. října 2019 podepsal s Marseille svou první profesionální smlouvu na tři roky.  Ve stejném roce byl povýšen do jejich A-týmu a působil jako náhradní brankář v seniorském týmu.  Smlouvu s klubem prodloužil 8. března 2022.

## Mezinárodní kariéra
Ngapandouetnbu se narodil v Kamerunu a v mladém věku se přestěhoval do Francie. Byl v hledáčku kamerunského týmu do 17 let pro mistrovství světa ve fotbale hráčů do 17 let 2019 a dalších mládežnických týmů Kamerunu. V listopadu 2021 byl kontroverzně povolán do francouzského týmu do 19 let na kvalifikační zápasy mistrovství Evropy hráčů do 19 let 2022.  V září 2022 byl formálně povolán do seniorského národního týmu Kamerunu na sérii přátelských zápasů.  Byl zařazen do kamerunského týmu na mistrovství světa ve fotbale 2022 jako třetí brankář. Za kamerunský tým do 23 let hrál v sérii kvalifikačních zápasů Afrického poháru národů hráčů do 23 let 2023 v březnu 2023.